# یخ در بهشت نعنایی
یخ در بهشت نعنایی (به انگلیسی: Peppermint Frappé) یک فیلم روان‌شناختی اسپانیایی محصول ۱۹۶۷ به کارگردانی کارلوس سائورا با بازی جرالدین چاپلین و خوزه لوئیس لوپز است.

## داستان
یک جفت دست با دقت تصاویر را از یک مجله مد برای یک دفترچه شخصی برش می دهد. دست ها متعلق به یک پزشک بی ادعا و محافظه کار به نام جولیان است. او یک کلینیک رادیولوژی را از محل سکونت شخصی خود اداره می کند و یک پرستار خجالتی و ملایم به نام آنا به او کمک می کند.
یک روز بعدازظهر، جولیان به خانه مادر دوستش پابلو دعوت می شود، جایی که ملاقات مجدد دو دوست دوران کودکی ترتیب داده شده است. پابلو یک ماجراجوی کاریزماتیک و پیچیده است که به تازگی از آفریقا با خبر غیرمنتظره ای مبنی بر ازدواج با یک زن جوان زیبا و بی دغدغه به نام النا بازگشته است. پابلو یک نوشیدنی، کوکتل مورد علاقه‌اش، فراپه نعناع، به جولین می‌دهد، در حالی که گروه منتظر ورود الینا هستند که در طبقه بالا لباس می‌پوشد. منظره الینا جذاب جولیان را مبهوت می کند، زیرا الینا او را به یاد زنی مرموز می اندازد که او در مراسم معروف هفته مقدس در دهکده کالاندا دیده بود که بر طبل می زد. او اصرار دارد که قبلاً او را ندیده است و هرگز به کالاندا نرفته است. علی رغم سرزنش های او، جولیان بلافاصله متوجه رفتار جهانی النا می شود.
جولیان در روزهای پس از اولین برخورد آنها، شیفته عروس پابلو می‌شود و بهانه‌ای برای گذراندن وقت با او پیدا می کند. در حالی که پابلو مشغول است، جولیان الینا را به گشت و گذار در کوئنکا می برد. علیرغم بی‌تفاوتی او نسبت به توجهات او، وسواس جولیان نسبت به النا کاهش نمی‌یابد. جولیان که از ناتوانی خود در جلب محبت الینا ناامید شده است، توجه خود را به دستیار آزمایشگاه خود، آنا، که مخفیانه جولیان را دنبال می کند، معطوف می کند. رابطه جنسی بین این دو به زودی برقرار می شود. جولیان آنا را دستکاری می‌کند و او را مجبور می‌کند تا مانند الینا لباس بپوشد و خودش را آراسته کند.
جولیان در حالی که با آنا درگیر است، به تعقیب النای گریزان ادامه می دهد، اما او با تمسخر آشکار در برابر پیشرفت های او مقاومت می کند. جولیان پابلو و النا را به کلبه خود در حومه شهر دعوت می کند تا آخر هفته را بگذرانند. او آنها را به گشت و گذار در محوطه آبگرم متروکه ای می برد که او و پابلو در کودکی در آنجا بازی می کردند.
پس از یک شوخی عملی توسط پابلو و النا، با هدف تحقیر جولیان، جولیان شروع به برنامه ریزی انتقامی مفصل از این زوج می کند. جولیان با دریافت کنجکاوی الینا در مورد رابطه اش با آنا، الینا و پابلو را دعوت می کند تا به او و آنا در خانه روستایی اش بپیوندند.
قبل از رسیدن پابلو و النا، جولیان چیزی که به نظر می رسد سم است را در ظرفی حاوی فراپه نعناع فلفلی قرار می دهد. وقتی پابلو و النا می‌رسند، جولیان به آنها می‌گوید که آنا کمی دیر خواهد آمد و نوشیدنی را به آنها پیشنهاد می‌کند. پس از چند جرعه، این زوج دوباره شروع به تمسخر جولیان می کنند. هنگامی که آنها تسلیم سم می شوند، جولیان اجساد آنها را به ماشینشان می برد که باعث می شود از صخره پایین بیاید و اینطور به نظر برسد که این زوج در یک تصادف رانندگی جان خود را از دست داده اند. جولیان با بازگشت به خانه روستایی خود، آنا را می‌بیند که اکنون لباس زنان کالاندا را پوشیده است. فیلم با در آغوش گرفتن این دو به پایان می رسد.

## جوایز
یخ در بهشت نعنایی در سال ۱۹۶۸ در بخش رقابتی جشنواره کن پذیرفته شد اما به خاطر همراهی با اعتصاب کارگران سائورا، جرالدین چاپلین با همراهی گدار و تروفو مانع نمایش فیلم شدند. سائورا برای این فیلم جایزه بهترین کارگردانی جشنواره برلین را کسب کرد.